# هایچونگ
هایچونگ که با نام اِسو نیز شناخته می‌شود، راهبی بودایی از باکجه بود که در دوره آسوکا برای انتقال بودیسم به ژاپن سفر کرد. او در سال ۵۹۵ (سومین سال سلطنت ملکه سویکو) به ژاپن سفر کرد و بودیسم را تبلیغ نمود.